# Connor (Angel)
Pour les articles homonymes, voir Connor.
Connor est un personnage de la série télévisée Angel interprété par Vincent Kartheiser et doublé en version française par Yoann Sover.

## Apparitions
Le personnage de Connor en tant qu'adulte apparaît pour la première fois à la fin du 19e épisode de la saison 3 Le Prix à payer. Il devient un personnage important de la série jusqu'à la fin de la saison 4, apparaissant ensuite dans deux épisodes de la saison 5.

## Biographie fictive

### DansAngel

#### Saison 3
Connor est né en novembre 2001 à Los Angeles, dans l'épisode Le Fils d'Angel. Il est l'enfant miraculeux de deux puissants vampires, Angel et Darla. Au moment de sa naissance, Darla, qui sait qu'elle va perdre définitivement son âme une fois son enfant mis au monde, se suicide en se plantant un morceau de bois dans le cœur afin de laisser son bébé vivre. Pendant les premiers mois de sa vie à l'hôtel Hyperion, Connor fait partie de la famille d'Angel Investigations, conjointement élevé par tous les membres du groupe. Mais, d'après une prophétie, Connor est destiné à détruire le démon Sahjhan qui, afin de sauver sa propre vie, voyage à travers le temps et réécrit un passage de la prophétie (« Le père tuera le fils ») dans le but que les gens qui la lisent croient qu'elle concerne Angel et Connor.
Wesley Wyndam-Pryce découvre la prophétie et, inquiet pour la sécurité de l'enfant, décide de l'enlever mais Justine Cooper le piège et lui tranche la gorge. Elle ramène Connor à Daniel Holtz qui décide de l'élever avec Justine comme son propre fils, et le rebaptise "Steven Franklin Thomas Holtz". Mais plusieurs personnes veulent aussi ce bébé : Wolfram & Hart, qui souhaite étudier ce miracle de la nature, Sahjhan, qui souhaite sa mort, et Angel, qui veut simplement récupérer son fils. Quand Holtz se retrouve confronté à ces trois rivaux, il préfère se jeter dans le passage que Sahjhan a ouvert pour Quor-Toth, dimension infernale que le démon avait ouvert en menaçant d'y engouffrer tout le monde (épisode Bonne nuit Connor).
Connor passe 18 ans dans cette dimension démoniaque, élevé comme son fils adoptif par Daniel Holtz, avant de réussir à regagner la Terre (ou quelques semaines seulement se sont écoulées, le temps passant différemment dans les deux dimensions). Son enfance sur Quor-Toth reste un mystère, si ce n'est qu'il a vaincu bon nombre de démons, ce qui lui a valu son surnom de « destructeur ». Connor est alors l'outil de vengeance de Holtz, qui a inculqué à l'enfant la haine de son père biologique. Holtz, désormais vieux et usé, demande à Justine Cooper de le tuer et de faire passer sa mort pour une attaque de vampire (épisode Bénédiction). Persuadé qu'Angel est responsable de la mort de Holtz, Connor, avec l'aide de Justine, emprisonne son père dans une caisse métallique qu'il expédie au fond de l'océan (épisode Demain).

#### Saison 4
Connor rejoint Angel Investigations, qui n'est plus composé à ce stade de la série que de Fred et Gunn, mais son rôle dans la disparition d'Angel est révélé lorsque celui-ci est délivré par Wesley (épisode Dans les abysses). Connor ne manifeste d'abord aucun remords pour ses actes mais comprend peu à peu qu'il a été manipulé par Holtz et ses relations avec Angel s'améliorent progressivement. Il devient également très proche de Cordelia et tous deux finissent par coucher ensemble dans l'épisode Le Déluge de feu, ce qui va déboucher sur la naissance de Jasmine. Pour favoriser cette naissance, Cordelia persuade Connor de sacrifier une jeune fille mais Darla, sa mère, est envoyée par les Puissances supérieures pour tenter de l'en empêcher et c'est finalement Cordelia qui opère elle-même le sacrifice (épisode L'Horreur sans nom). 
Connor semble alors, comme tout le monde, sous la domination mentale de Jasmine qui révèle, dans l'épisode Douce Béatitude, que l'existence miraculeuse de Connor a été permise dans le seul but de lui donner naissance. Connor, qui a en fait échappé au contrôle de Jasmine, plonge dans un état de grande instabilité mentale car sa vie tout entière lui semble avoir été construite sur des mensonges et il choisit de suivre Jasmine uniquement dans l'espoir que ce mensonge sera meilleur que les autres. Néanmoins, au moment de la confrontation entre Jasmine et Angel, Connor tue Jasmine (épisode La Paix universelle). De plus en plus perturbé, le jeune homme veut ensuite mettre fin à ses jours en se faisant sauter (ainsi que des gens qu'il a pris en otage) à l'aide d'explosifs mais Angel le neutralise. Angel conclut alors un pacte avec Wolfram & Hart pour donner à son fils le bonheur et l'amour auquel il n'a jamais eu droit : il accepte de diriger la branche de Los Angeles de la firme pour que tous les souvenirs de Connor (ainsi que tous les souvenirs de son entourage le concernant) soient effacés. Dans cette nouvelle réalité, Connor est désormais un adolescent heureux dans une famille unie (épisode Une vraie famille).

#### Saison 5
Connor revient dans l'épisode Une autre réalité quand sa nouvelle famille vient trouver Wolfram & Hart car leur fils a démontré une force et une résistance exceptionnelle. Cyvus Vail, le sorcier qui a élaboré le sortilège d'oubli concernant Connor, contacte alors Angel pour que Connor tue son ennemi Sahjhan, menaçant de rompre le sortilège s'il ne le fait pas. Connor accepte de combattre Sahjhan mais est surclassé par son adversaire. Wesley, qui suspecte une quelconque trahison, brise lui-même le sortilège en détruisant l'artefact qui le contient et tout le monde retrouve ses véritables souvenirs. Connor retrouve alors ses instincts de guerrier et tue Sahjhan tout en laissant croire à Angel qu'il ne se souvient toujours de rien. Dans le dernier épisode de la série, Angel vient voir Connor pour lui révéler qu'il est son véritable père mais Connor lui dit qu'il le savait déjà et le remercie de l'avoir protégé ainsi. Plus tard, Connor aide Angel dans son combat contre Marcus Hamilton, après quoi son père lui demande de se tenir à l'écart du combat contre les démons envoyés par les associés principaux de Wolfram & Hart.

### Dans les comics
Néanmoins, de la même manière que pour Buffy contre les vampires, une suite de la série est disponible en comic, sous le nom de Angel: After the Fall, Los Angeles étant désormais tombée en Enfer. Connor apparaît à la tête d'un groupe de survivants, menés également par Nina Ash, le loup-garou, et Gwen Raiden, la femme-électrique. Les rangs des survivants grossissent grâce à l'aide d'Angel qui, lors de ses patrouilles, envoie les humains chez Connor. On découvre par la suite que le groupe de Connor est également allié avec Spike et Illyria, seigneurs d'une partie de la ville. Connor est plus tard tué par Gunn mais revient à la vie quand les Associés principaux sont forcés d'inverser le cours du temps jusque avant que Los Angeles ne soit expédiée en enfer.
Dans Angel & Faith, Connor a repris ses études à l'université et mène une vie normale. Il accepte néanmoins de retourner dans la dimension de Quor-Toth en compagnie d'Angel, Faith et Willow dans le but d'aider Willow à récupérer ses pouvoirs, Angel obtenant en échange une partie de l'âme de Giles. Après quelques aventures à Quor-Toth, Connor, Angel et Faith rentrent à Los Angeles alors que Willow poursuit sa quête.

## Pouvoirs
Connor est le fils miraculeux de deux vampires et possède certaines de leurs particularités sans avoir leurs faiblesses :
- des sens très développés.
- des capacités physiques (force, résistance, rapidité) surnaturelles, mais on ignore s'il est immortel comme son père Angel et sa mère Darla.